# Juliusz Frey
Juliusz Artur Frey (ur. 14 lipca 1907 w Oparach, zm. 30 marca 1991) – major pilot Polskich Sił Powietrznych w Wielkiej Brytanii.

## Życiorys
Urodził się w miejscowości Opary, w ówczesnym powiecie drohobyckim. Ukończył Szkołę Podchorążych Lotnictwa w Dęblinie w 1930 roku, jako absolwent IV promocji z 10. lokatą. Zajmując dziesiątą lokatę na roku miał prawo wyboru jednostki. Został wcielony do 6 pułku lotniczego we Lwowie i przydzielony do 62 eskadry liniowej. Ze względu na fakt, że w na danym roczniku SPL szkolono tylko obserwatorów, w 1931 roku ukończył podstawowy kurs pilotażu. W następnym roku przeszedł kurs wyższego pilotażu. W październiku 1933 roku rozpoczął prace jako instruktor w Lotniczej Szkole Strzelania i Bombardowania w Grudziądzu. 1 października 1937 roku został przeniesiony do 1 pułku lotniczego w Warszawie i przydzielony do 114 eskadry myśliwskiej. Od 19 listopada 1937 pełnił w zastępstwie funkcję dowódcy eskadry. Na stopień kapitana został mianowany ze starszeństwem z 19 marca 1938 i 58. lokatą w korpusie oficerów lotnictwa, grupa liniowa. 3 listopada 1938 objął dowództwo 114 eskadry.
W kampanii wrześniowej walczył jako dowódca eskadry w składzie Brygady Pościgowej. 1 września zestrzelił He 111, a 6 września zniszczył wspólnie z innym pilotem Henschla Hs 126. Wraz z eskadrą przekroczył rumuńską granicę 17 września 1939 roku i udał się do Francji. Po przybyciu do bazy lotniczej Lyon-Bron został wcielony do dywizjonu 1/145, gdzie objął stanowisko dowódcy II eskadry. Od 9 do 12 czerwca 1940 r. walczył w obronie francuskiego nieba, nie osiągając jednak zestrzeleń. 13 czerwca 1940 r. otrzymał rozkaz udania się wraz z grupą pilotów na staż do GC I/8, gdzie Polacy mieli przeszkolić się na nowym typie samolotów. Do wyjazdu nie doszło ze względu na złą sytuacje na froncie. 19 czerwca 1940 roku z portu La Rochelle wraz z całą eskadrą ewakuował się do Anglii, gdzie otrzymał numer służbowy P-0322. Po przedłużającym się pobycie w bazie w Blackpool, 11 października 1940 roku otrzymał przydział do 607 dywizjonu stacjonującego na lotnisku Turnhouse. 12 listopada 1940 r. przeniesiono go do polskiego dywizjonu 303 przebywającego w Leconfield.
19 lutego 1941 roku skierowano go do Pembrey, gdzie miał się zająć organizacją 316 dywizjonu myśliwskiego („Warszawskiego”). 24 lipca 1941 r. zestrzelił Messerschmitta Bf 109 podczas osłony hampdenów w operacji „Sunrise”. 10 sierpnia 1941 r. odszedł do 16 Szkoły Pilotażu Podstawowego w Newton na stanowisko dowódcy dywizjonu treningowego. Na początku stycznia 1942 roku oddany został do dyspozycji dowództwa lotnictwa. 1 marca 1942 r. wysłano go na kurs instruktorski, po którym wrócił do Newton. 17 listopada 1942 rozpoczął przeszkolenie na samolotach Mosquito, w 51 Jednostki Szkolenia Operacyjnego w Cranfield. 17 marca 1943 roku rozpoczął służbę w kanadyjskim 418. dywizjonie myśliwców nocnych. 28 grudnia 1943 powrócił do Blackpool. 8 sierpnia 1944 roku przeniesiono go do Dowództwa Obrony Powietrznej Wielkiej Brytanii, zaś 18 grudnia 1944 – do brytyjskiego Dowództwa Lotnictwa Myśliwskiego. W 1946 roku opuścił wojsko. Osiedlił się w Kanadzie, gdzie zmarł.

## Zestrzelenia
Na liście Bajana sklasyfikowany został na 187. pozycji z 1 i 5/6 pewnymi zestrzeleniami.
- He-111 – 1 września 1939
- 1/2 Hs-126 – 6 września 1939
- 24 lipca 1941 – Bf-109

## Odznaczenia
- Krzyż Walecznych – dwukrotnie
- Medal Lotniczy
- Polowa Odznaka Pilota